# Khairul Anuar Mohamad
Khairul Anuar Mohamad, né le 22 septembre 1991 dans le district de Kemaman (en) (Malaisie), est un archer malaisien.

## Biographie
Khairul Anuar Mohamad fait ses débuts au tir à l'arc en 2003. Ses premières compétitions internationales ont lieu en 2011. En 2012, il participe à sa première édition des Jeux olympiques. 

## Palmarès
- Jeux olympiques[2]
  - 6e à l'épreuve individuelle homme aux Jeux olympiques d'été de 2012 à Londres.
  - 9e à l'épreuve par équipe homme aux Jeux olympiques d'été de 2012 à Londres (avec Kamaruddin Haziq et Cheng Chu Sian).
  - 17e à l'épreuve individuelle homme aux Jeux olympiques d'été de 2016 à Rio de Janeiro.
  - 9e à l'épreuve par équipe homme aux Jeux olympiques d'été de 2016 à Rio de Janeiro (avec Haziq Kamaruddin et Muhammad Akmal Nor Hasrin).

- Coupe du monde[1]
  -  Médaille d'argent à l'épreuve par équipe homme à la coupe du monde 2011 de Shanghai.
  -  Médaille d'argent à l'épreuve individuelle homme à la coupe du monde 2011 de Shanghai.
  -  Médaille d'argent à l'épreuve par équipe homme à la coupe du monde 2013 de Medellín.
  -  Médaille de bronze à l'épreuve par équipe homme à la coupe du monde 2017 de Salt Lake City.

- Championnats d'Asie[1]
  -  Médaille d'or à l'épreuve par équipe homme aux Championnats d'Asie de 2011 de Téhéran.
  -  Médaille d'or à l'épreuve individuelle homme aux Championnats d'Asie de 2011 de Téhéran.
  -  Médaille de bronze à l'épreuve par équipe homme aux championnats d'Asie de 2017 à Dhaka.